# チオニル

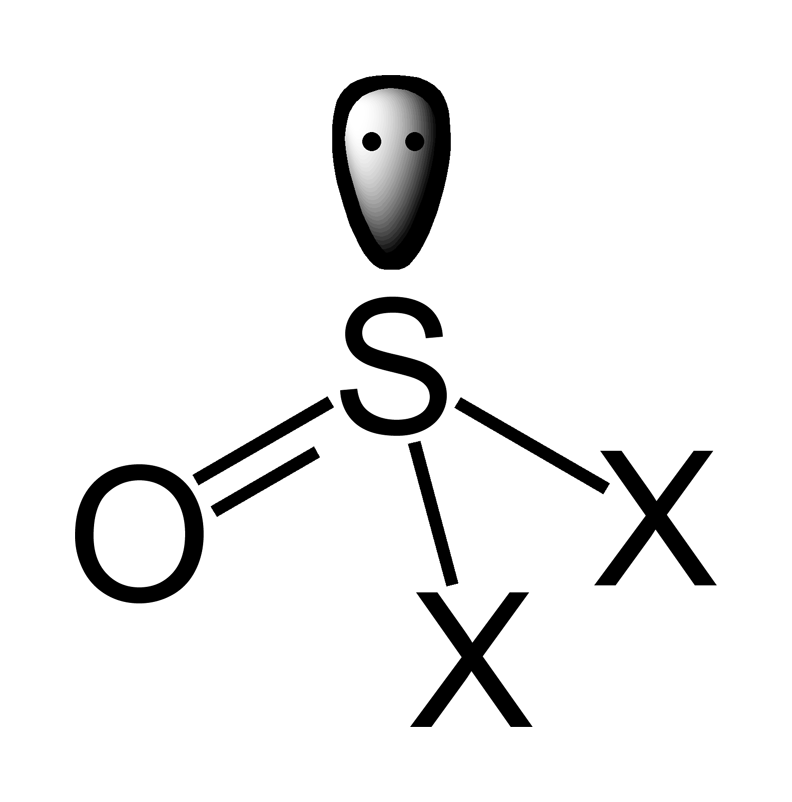
チオニルの構造

チオニル（英: thionyl）は、硫黄と二重結合を持つ酸素を含む、SOX2構造の無機化合物の総称。フッ化チオニル（SOF2）などが知られる。塩化チオニル（SOCl2）は、有機合成化学においてカルボン酸からカルボン酸塩化物を作る際に利用される。類似する構造を持つ有機化合物にはスルホキシドやスルフィニルがある。